# Tribunal Especial para o Líbano

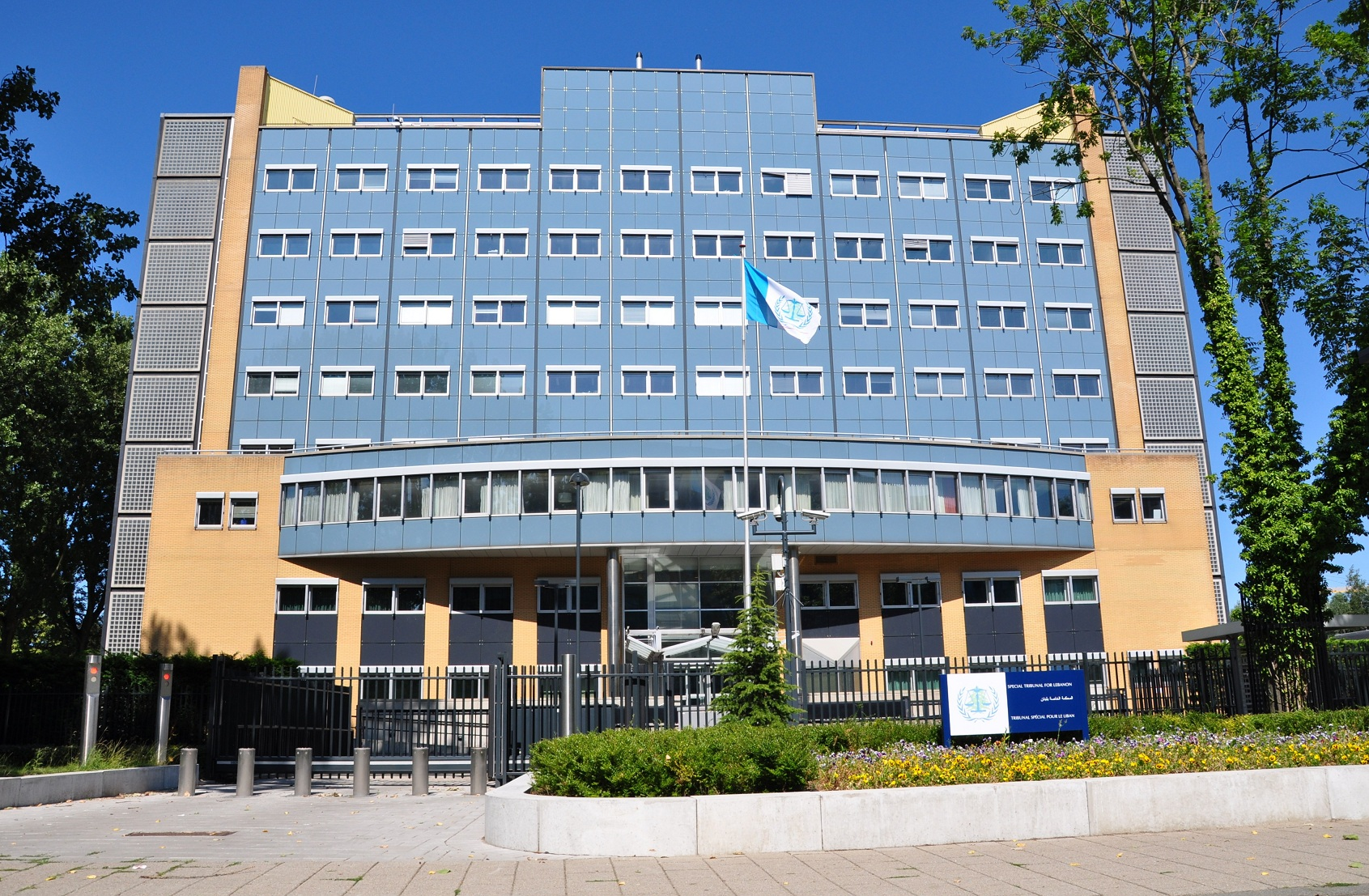
Tribunal Especial para o Líbano, Leidschendam

O Tribunal Especial para o Líbano (TEL), é um tribunal criminal internacional criado pela ONU para o julgamento dos atos criminosos relacionados ao assassinato de Rafik Hariri. A corte está instalada em Leidschendam, nos arredores de Haia.

## Competência
A corte foi criada por um acordo entre as Nações Unidas e a República do Líbano, entrando em vigor a partir de 10 de junho de 2007, através da resolução 1757 do Conselho de Segurança da ONU.
Originalmente é competente para julgar e condenar os responsáveis pelo ataque de 14 de fevereiro de 2005, do qual resultou a morte de Rafik Hariri e mais outras 22 pessoas. Entretanto, a jurisdição territorial, temporal e material poderá ser ampliada além deste episódio, se a corte decidir que outros ataques ocorridos entre 1° de outubro de 2004 e 12 de dezembro de 2005 tenham alguma conexão, conforme princípios de direito crimanal e cuja natureza e gravidade sejam similares ao ataque de 14 de fevereiro de 2005. Foi anunciado pela ONU que o custo total para a colheita de provas é de pelo menos 60 milhões de dólares.

## Composição
Todo tribunal possui uma acusação, uma defesa e um julgador. Para a acusação, o promotor canadense Daniel Bellemare foi nomeado pelo Secretário-geral da ONU em 1° de março de 2009. Para a defesa, foi nomeado François Roux (admitido à ordem dos advogados em 1962, na França).
A função de julgar é exercida por juízes que organizam-se em câmaras. O tribunal possui três câmaras para a função de julgar. O juiz da câmara de pré-julgamento é Daniel Fransen (Bélgica). A câmara de julgamento constitui-se de três juízes, um libanês e dois internacionais, além de mais dois juízes reservas, um libanês e outro internacional. A câmara de apelações possui cinco juízes: dois libaneses e três internacionais.
O juiz Antonio Cassese (Itália), além de ser o presidente (jurídico e administrativo) do próprio Tribunal, é o presidente das câmaras de julgamento e de apelações. Ele representa a instituição como um todo. O juiz Ralph Riachy (Líbano) é o vice-presidente do TEL.

## Resultado
No dia 18 de agosto de 2020, o Tribunal disse que não há provas do envolvimento da Síria e da liderança do grupo xiita Hezbollah no assassinato do ex-primeiro-ministro Rafiq Hariri, ocorrido em fevereiro de 2005, embora o Hezbollah possa ter realizado o atentado, mesmo sem a participação da liderança.
A sentença no caso estava prevista para 7 de agosto, mas foi adiada em função da explosão que matou pelo menos 177 pessoas em Beirute, capital libanesa, no último dia 5.
O tribunal ainda não pronunciou a sentença contra os quatro alegados membros do Hezbollah que são acusados de participação no assassinato.